# Achilia covidia
Achilia covidia (лат.) — вид мелких жуков-ощупников рода Achilia из подсемейства Pselaphinae (Staphylinidae). Название нового таксона относится к пандемии COVID-19 и периодам карантина, во время которого это исследование было проведено авторами.

## Распространение
Чили (Южная Америка): Puyehue National Park (область Лос-Лагос: провинция Осорно), 500—1000 м.

## Описание
Мелкие коротконадкрылые жуки—ощупники. Длина тела 1,15 мм. Затылочная область и срединная часть лба приподняты; лоб уплощен с боков и сливается с глубокой и большой поперечной бороздой, отделяющей его от лобной доли; передняя часть лобной доли удлинена кзади в виде короткого срединного отростка; бока лба слегка острые; поверхность лобной доли в редких точках. Усики со скапусом заметно длиннее своей ширины; педицель немного длиннее ширины; антенномеры III и V примерно равны своей ширине; антенномеры IV и VI-VII немного шире своей длины; антенномер VIII шире своей длины; антенномер IX шире VIII и заметно шире своей длины; антенномер X заметно шире своей длины и шире IX; антенномеры XI удлиненные, длиннее VII — X вместе взятых. Основная окраска красновато-коричневая. Голова с парой вершинных ямок.